# GT8 (Dortmund)
Die achtachsigen Gelenk-Straßenbahntriebwagen GT8 der Dortmunder Stadtwerke sind eine Serie von 91 achtachsigen Duewag-Gelenkwagen, die in den Jahren 1959 bis 1974 geliefert wurden und das Bild der Dortmunder Straßenbahn in den 1960er, 1970er und 1980er Jahren bestimmt haben. Die Fahrzeuge schieden zwischen 1981 und 2001 aus dem Bestand der Dortmunder Stadtwerke aus und wurden teilweise an die Straßenbahnbetriebe in Karlsruhe, Hiroshima, Wuppertal und Reșița verkauft.

## Aufbau

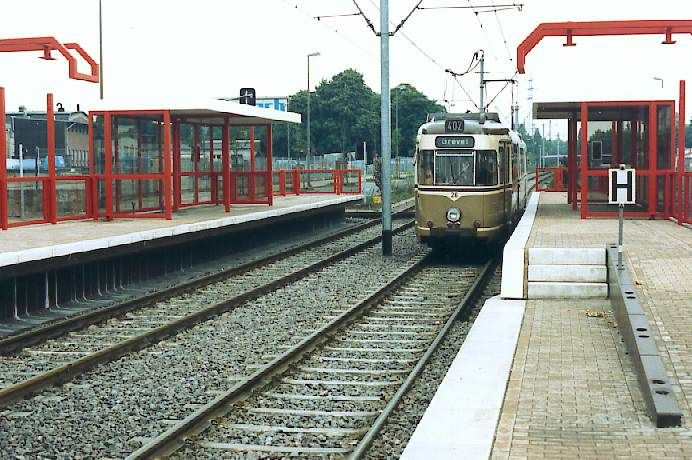
GT8 auf der Schnellstraßenbahnstrecke nach Grevel

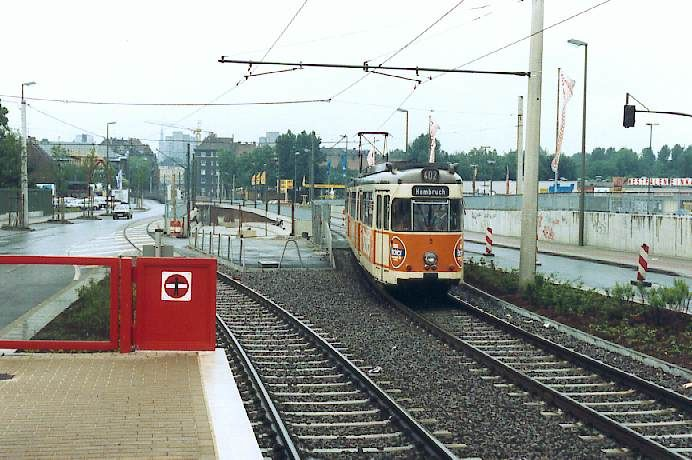
GT8 in der Bornstraße

Bei den Fahrzeugen handelt es sich um achtachsige, dreiteilige Zweirichtungs-Gelenktriebwagen mit Jakobsdrehgestellen. Die beiden konventionellen Drehgestelle an Bug und Heck sind angetrieben. Der Wagenkasten ist in Ganzstahlbauweise ausgeführt und folgt in seiner Formensprache dem Design der 1950er Jahre mit abgerundeter Frontpartie. Die Fahrzeuge verfügen über vier automatische, zweiflügelige Falttüren je Fahrzeugseite, wobei das Fahrzeug-Mittelteil türlos ausgeführt ist. Die Seitenscheiben sind im oberen Teil als Ausstellfenster ausgeführt. Der Fahrgastinformation dienen in die Dachkante integrierte Linien- und Zielfilmkästen an Front und Heck sowie eine Linienverlaufsanzeige auf jeder Fahrzeugseite im Mittelteil. Die Innenausstattung besteht aus Stahlrohrstühlen mit Durofolsitzschalen. Die Sitze sind in Abteilform angeordnet.
Im Unterschied zu den meisten Straßenbahnfahrzeugen der 1950er und 1960er Jahre verfügen die Fahrzeuge über Einzelachsantrieb mit vier Tatzlagermotoren anstatt eines Tandemantriebs. Die Steuerung erfolgt mit Hilfe von kurbelbetätigten Nockenfahrschaltern. Zwei Scherenstromabnehmer sind auf dem Fahrzeugdach montiert, je einer auf den beiden Endwagenteilen. Die Bremsausrüstung besteht aus Widerstands-, Druckluft-, Hand- und Magnetschienenbremsen.
Mit der Herstellung und Auslieferung der letzten GT8-Lieferserie im Jahr 1974 handelt es sich damit um die letzten von der DUEWAG hergestellten Straßenbahntriebwagen, welche mit Tatzlagermotoren ausgerüstet wurden.
Die Fahrzeuge waren ursprünglich braun-beige lackiert. Einige Wagen erhielten ab 1986 eine rot-weiße Lackierung analog den N8C und B80C. Viele Fahrzeuge waren jedoch mit Vollwerbung mit unterschiedlicher Grundfarbe versehen.

## Lieferung und Einsatz
Die Fahrzeuge wurden in fünf Lieferserien von der DÜWAG und der Hansa Waggonbau geliefert. Die elektrische Ausrüstung stammt von Kiepe sowie der AEG.
| Wagennummer | Baujahr | Hersteller | Bemerkung                 |
| ----------- | ------- | ---------- | ------------------------- |
| 41–60       | 1959    | Hansa      |                           |
| 61–81       | 1959    | Düwag      |                           |
| 16–40       | 1966    | Düwag      |                           |
| 6–15        | 1969    | Düwag      | 1973 umgenummert in 82–91 |
| 1–15        | 1974    | Düwag      |                           |

Die Fahrzeuge kamen auf fast allen Dortmunder Straßenbahnlinien zum Einsatz und verdrängten bis Mitte der 1970er Jahre die zweiachsigen Fahrzeuge sowie einen Teil der vierachsigen Gelenktriebwagen. Durch ihre Auslegung als Zweirichtungsfahrzeuge konnten sie auch die Endstellen ohne Wendeschleife anfahren.
Da die GT8 nicht für den Einsatz im 1983 eröffneten Stadtbahntunnel ertüchtigt wurden, beschränkte sich ihr Einsatz ab diesem Zeitpunkt auf die verbliebenen oberirdischen Linien 403 (bis 1985 409), 404, 406 und 408 (Ersatz für 402), während die Stadtbahnlinien von den 1978 bis 1983 gelieferten N8C-Triebwagen und den ab 1986 gelieferten B80C bedient wurden.
Durch die Umstellung weiterer Straßenbahnlinien auf Stadtbahnbetrieb und die Lieferung weiterer Stadtbahnwagen wurden die GT8 von weiteren Linien verdrängt. Der Einsatz der Fahrzeuge in Dortmund endete im April 2001.

## Abgabe und Verbleib
Nach Anlieferung der zweiten N8C-Lieferserie wurden die ersten GT8 im Jahr 1980 überzählig. 20 der damals erst 22 Jahre alten Fahrzeuge konnten noch an die Straßenbahnbetriebe in Karlsruhe, Wuppertal und Hiroshima verkauft werden. Weitere Fahrzeuge wurden in den folgenden Jahren schrittweise ausgemustert und verschrottet. Ab 1996 wurden nochmals 22 Fahrzeuge an die Straßenbahn Reșița abgegeben.

### Einsatz in Karlsruhe
Die Verkehrsbetriebe Karlsruhe übernahmen 1981 insgesamt zehn GT8 aus Dortmund und reihten sie unter den Nummern 216–225 in ihren Fahrzeugpark ein. Sie kamen hauptsächlich als Einsatzwagen zum Einsatz, insbesondere bis 1983 auf der Linie 2E (Durlach–Rheinstrandsiedlung) sowie als Pendelwagen im Frühjahr und Herbst zwischen Daxlanden und Rappenwört. Nach 1983 kamen die Wagen nur noch sporadisch zum Einsatz. Ein Fahrzeug wurde 1985 an die Wuppertaler Straßenbahn abgegeben, die restlichen zwischen 1985 und 1990 verschrottet.

### Einsatz in Wuppertal
1983 übernahm die Wuppertaler Straßenbahn aus Dortmund acht GT8, 1985 aus Karlsruhe einen neunten. Die Wagen erhielten die Nummern 3823–3831. Da die Stilllegung der Wuppertaler Straßenbahn zu diesem Zeitpunkt bereits beschlossen war, dienten die Fahrzeuge nur noch der Überbrückung bis zur Betriebseinstellung. Zwei Wagen schieden bereits 1983 wieder aus dem Bestand aus, die restlichen wurden 1987 verschrottet.

### Einsatz in Hiroshima

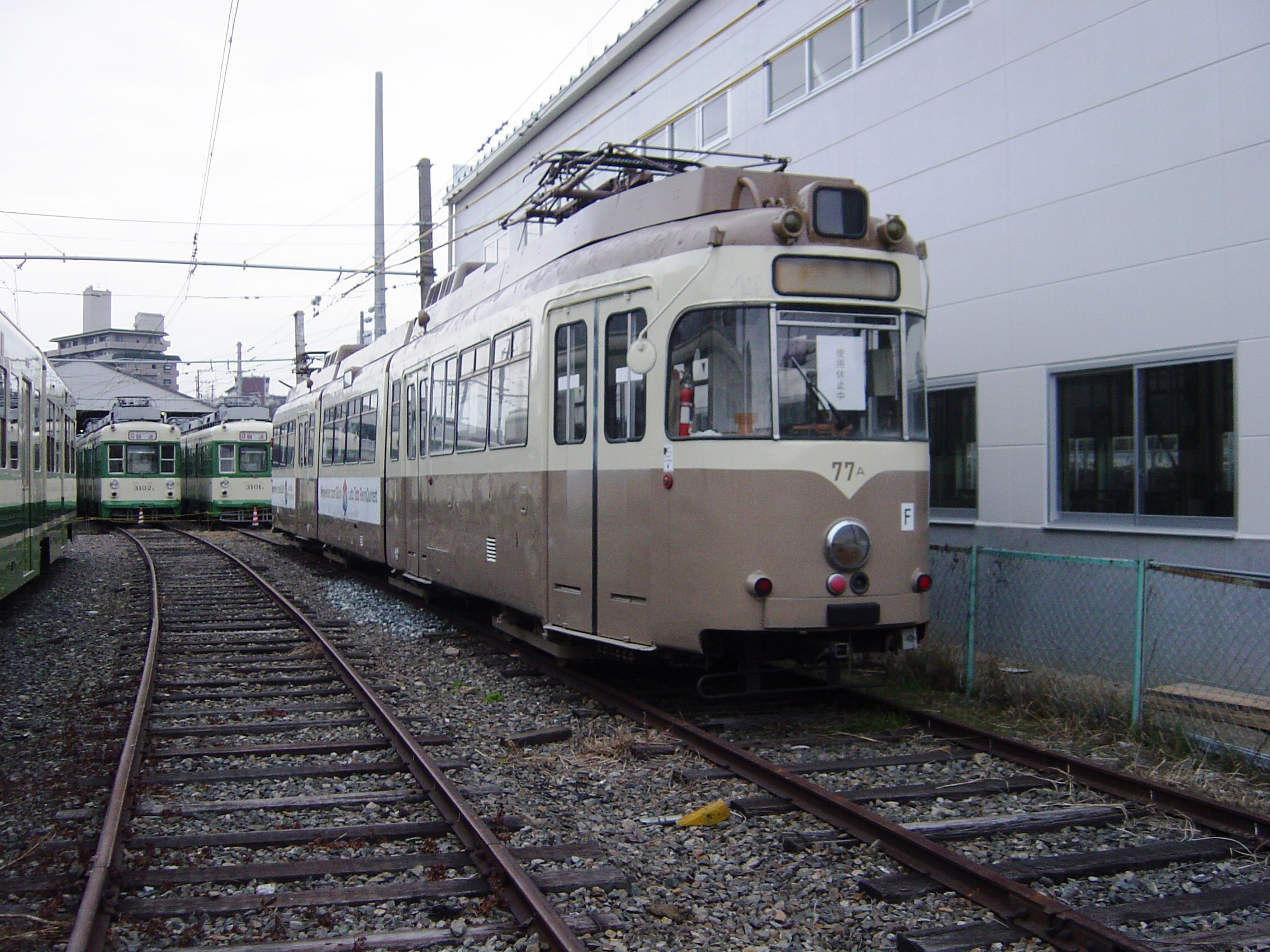
GT8 80/77 als Ersatzteilspender in Hiroshima (2005)

Die Straßenbahn Hiroshima übernahm 1981 die beiden GT8 76 und 80 (letzterer umgenummert in 77). Für den Einsatz wurden die beiden Triebwagen den dortigen Gegebenheiten entsprechend angepasst. Die beiden Triebwagen wurden zunächst im Linienverkehr, später überwiegend für Sonderfahrten eingesetzt und betriebsintern in die Typenbezeichnung Baureihe 70 (jap. 70系) umbezeichnet. Der Wagen 77 wurde 2006 verschrottet und Wagen 76 ab 2004 bis zum HU-Ablauf 2008 als Partywagen vermietet. 2012 wurde dieser als Caféwagen Travel Express (トランヴェール・エクスプレ) neben der Hauptverwaltung der Straßenbahngesellschaft aufgestellt. Das gastronomische Angebot wurde bereits 2013 eingestellt, jedoch stand der Wagen als technisches Denkmal noch einige weitere Jahre dort. 2018 wurde der Wagen an das Einkaufszentrum The Outlets Hiroshima veräußert, wo er bis Mai 2024 unter den Bezeichnungen Warp Tram (jap. ワープする路面電車) bzw. Station Court (ステージョンコート) als 3D-Simulator genutzt wurde. Für diesen Zweck wurde der Wagen komplett in Weiß lackiert und die Fenster abgedunkelt. Der Wagen wird dort auf Wunsch mittels einer App von mehreren Projektoren beleuchtet, dabei stehen verschiedene Farbmuster, Musikuntermalungen, Geräuschkulissen und Animationsabläufe zur Verfügung, durch welche ein Fahrbetrieb des Wagens suggeriert wurde.
Im Mai 2024 wurde der Simulationsbetrieb eingestellt und der Wagen erhielt eine neue grau-weiß-rote Lackierung in Anlehnung an die ursprüngliche König-Pilsener-Werbung, die er bis 2012 trug. Der Wagen kann auf Anfrage weiterhin besichtigt oder als Partyraum angemietet werden.

### Einsatz in Reșița

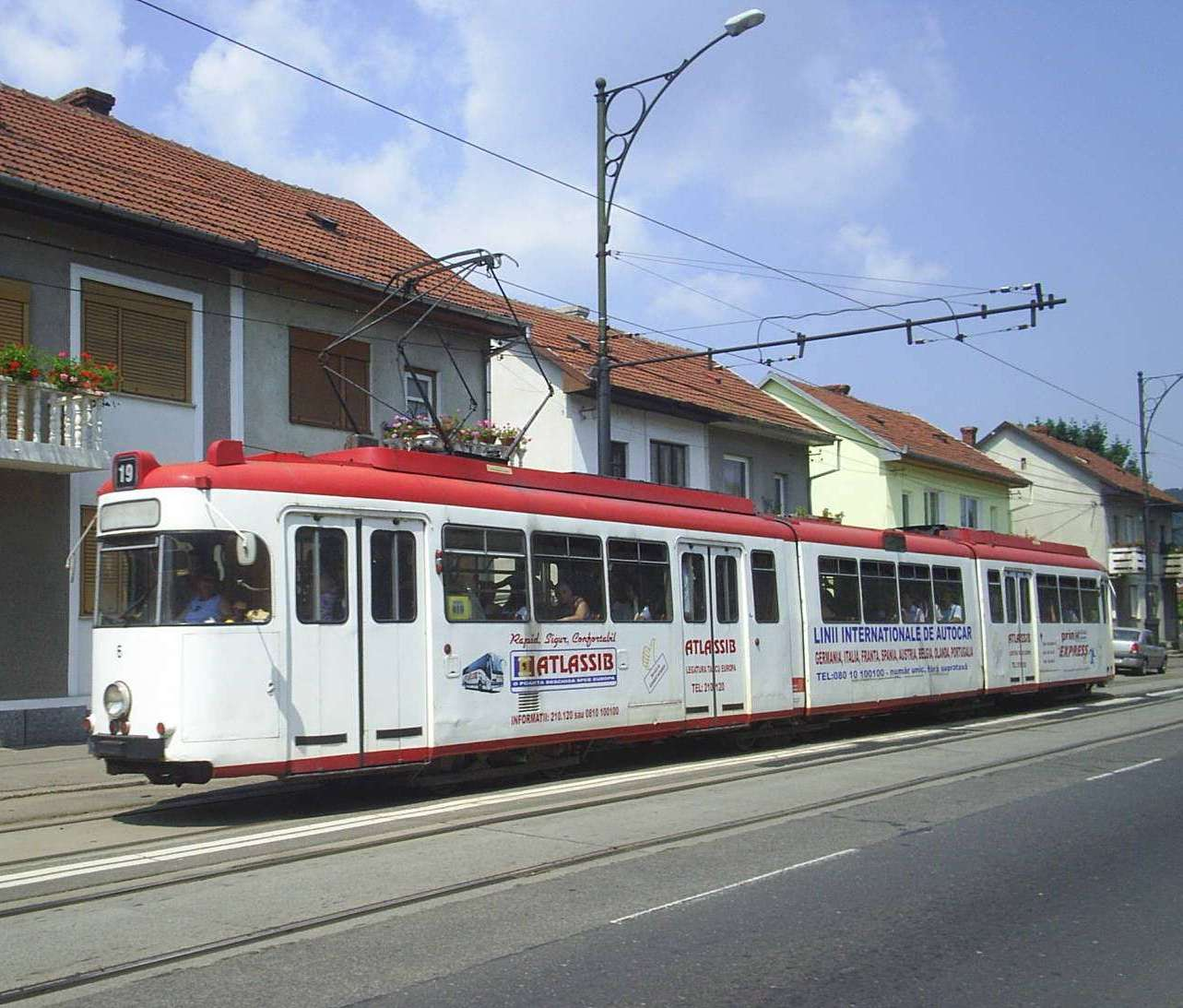
GT8 in Reșița

Die Straßenbahn Reșița in Rumänien erhielt 1996 die ersten sechs überzähligen GT8 aus Dortmund. 1998 folgten zehn weitere, 2000 weitere sechs Wagen. 20 Fahrzeuge waren bis zur vorübergehenden Betriebseinstellung im Jahr 2011 im Einsatz, wurden anschließend abgestellt und 2014 verschrottet.

### Anderweitige Weiterverwertung
Mit Drehgestellen zweier GT8 wurden zwischen 1982 und 1985 von den Dortmunder Stadtwerken die Arbeitsbeiwagen 911 und 917 gebaut. Der Wagen 911 wird als Schottertransportlore eingesetzt, der Wagen 917 wird als Gleistransportlore mit einem Kran eingesetzt. Die Wagen werden von dem Arbeitswagen N6C 902 gezogen bzw. geschoben.
Der 1984 rekonstruierte Vorkriegsstraßenbahnwagen 115 (Baujahr 1909), welcher bis 2007 als historisches Fahrzeug im Dortmunder Straßenbahnnetz eingesetzt wurde, ist weitestgehend auf Komponenten des GT8 (Fahrmotoren, Drehgestelle sowie Verkabelungen) aufgebaut.

## Erhaltene Fahrzeuge
Folgende Fahrzeuge blieben erhalten:
- Wagen 13; seit 2018 im Nahverkehrsmuseum Dortmund, 2010–2018 als Café auf der Kampstraße aufgestellt (optisch aufgearbeitet und gelegentliche Nutzung als Café im Nahverkehrsmuseum)
- Wagen 76; ausgestellt in einem Kaufhaus in Hiroshima (Nutzung als 3D-Simulator bzw. Café)
- Wagen 87; seit 2009 im Nahverkehrsmuseum Dortmund (betriebsfähig; BOA-Abnahme angedacht)

## Literatur

Galerie
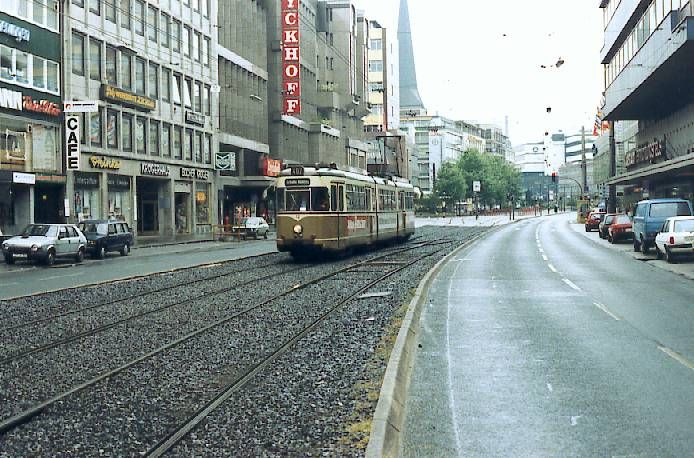
GT8 zwischen Kampstraße und Reinoldikirche
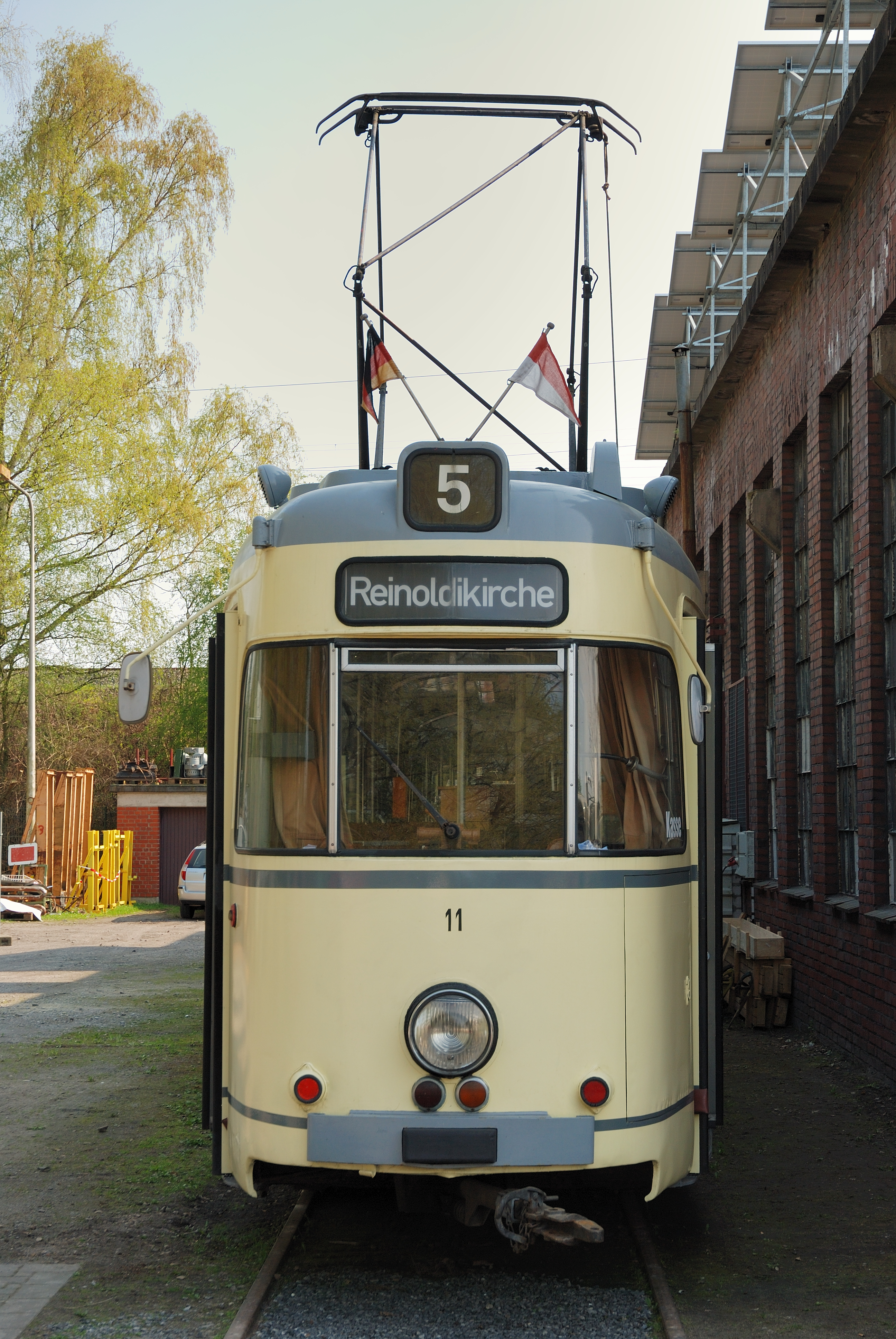
GT8 im Dortmunder Nahverkehrsmuseum
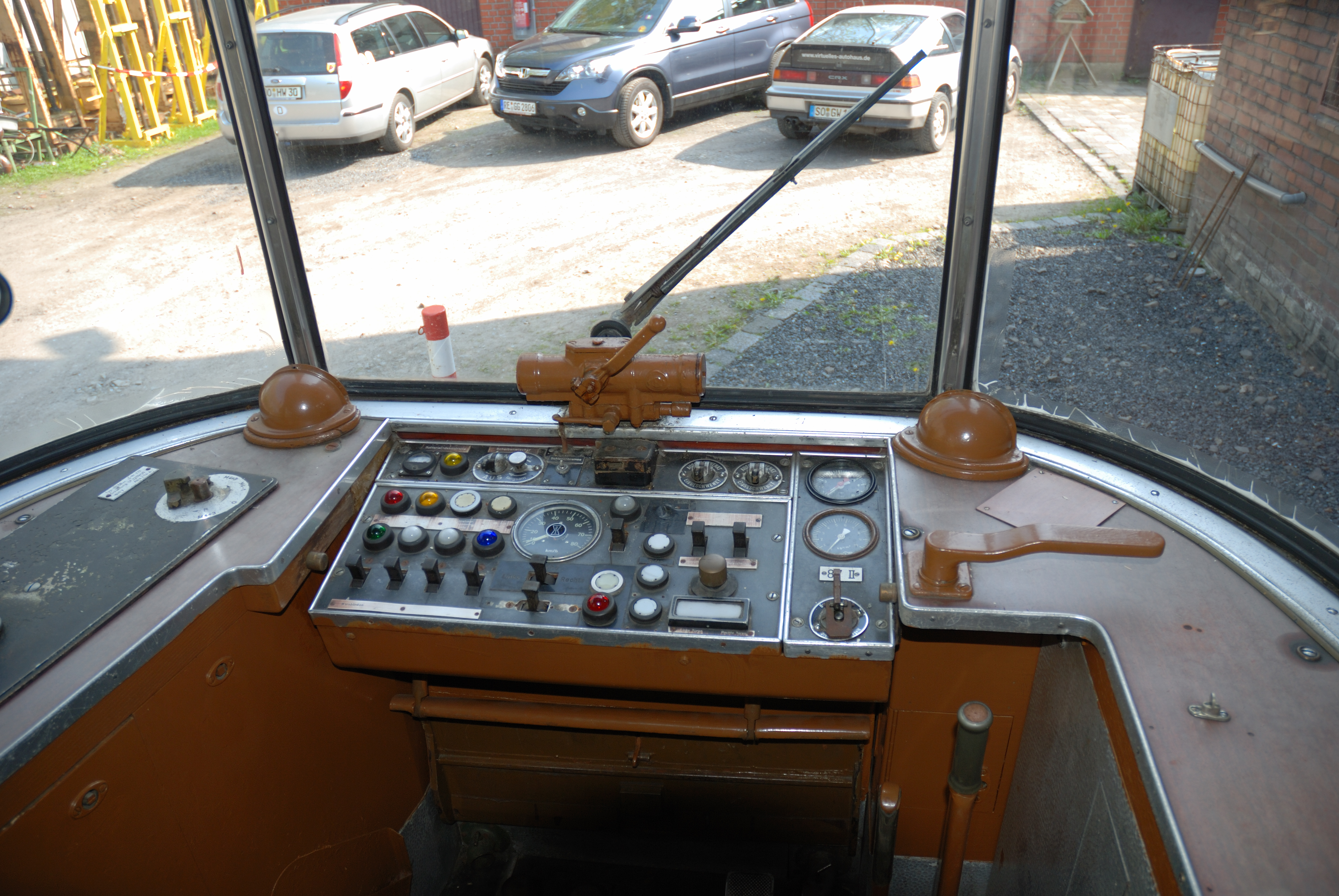
Führerpult eines GT8
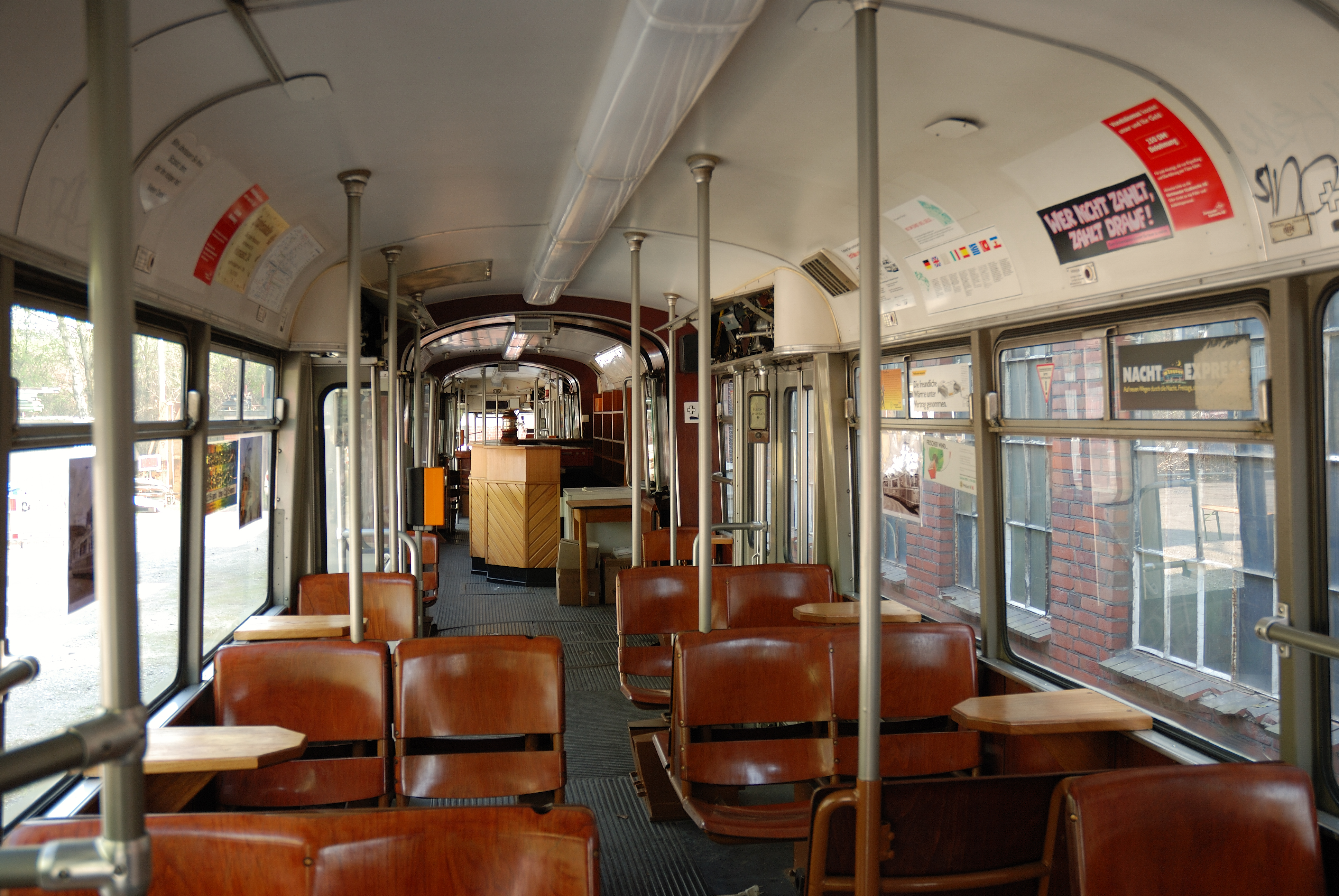
Innenraum eines zum Museumscafé ausgebauten GT8
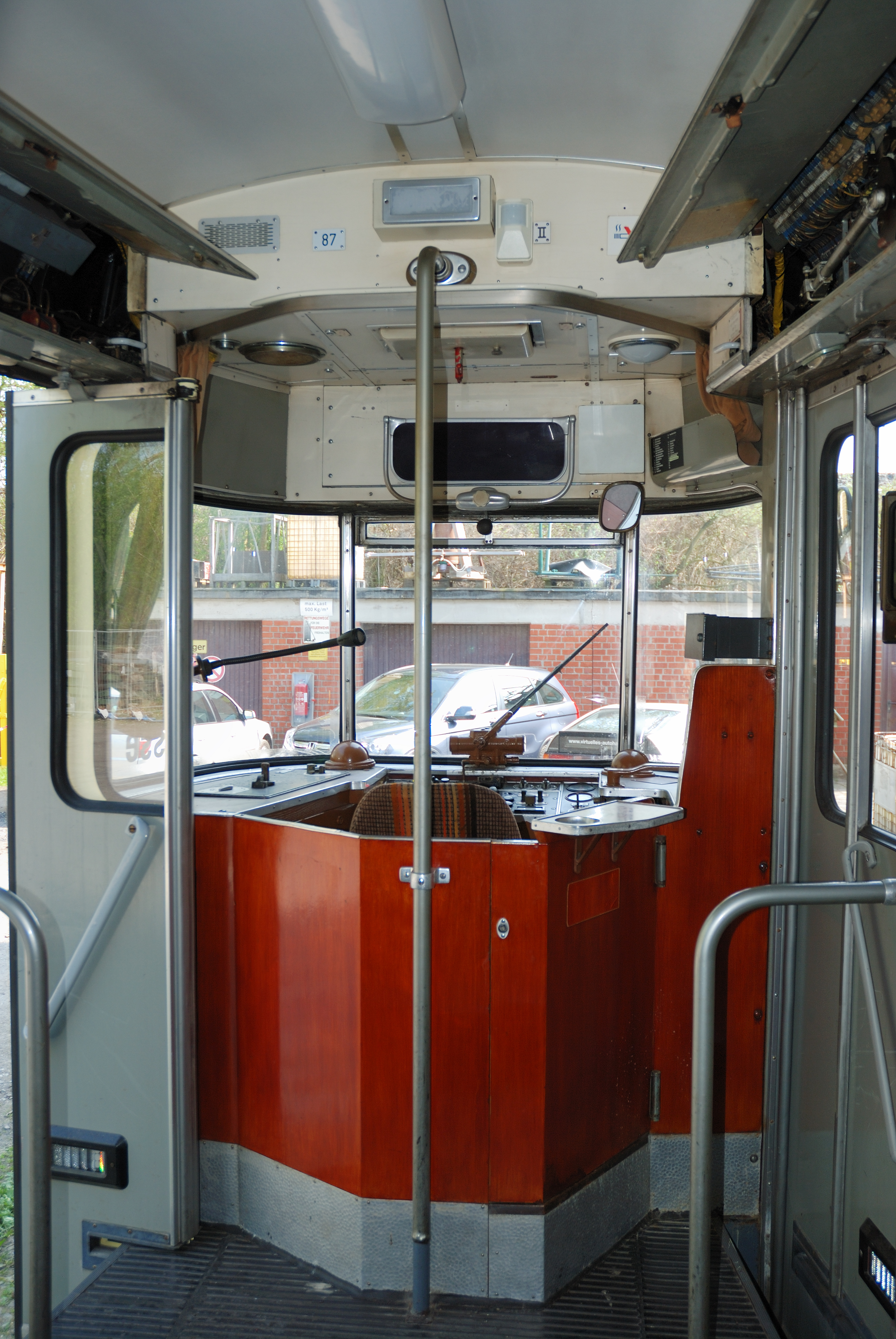
Fahrerplatz eines GT8
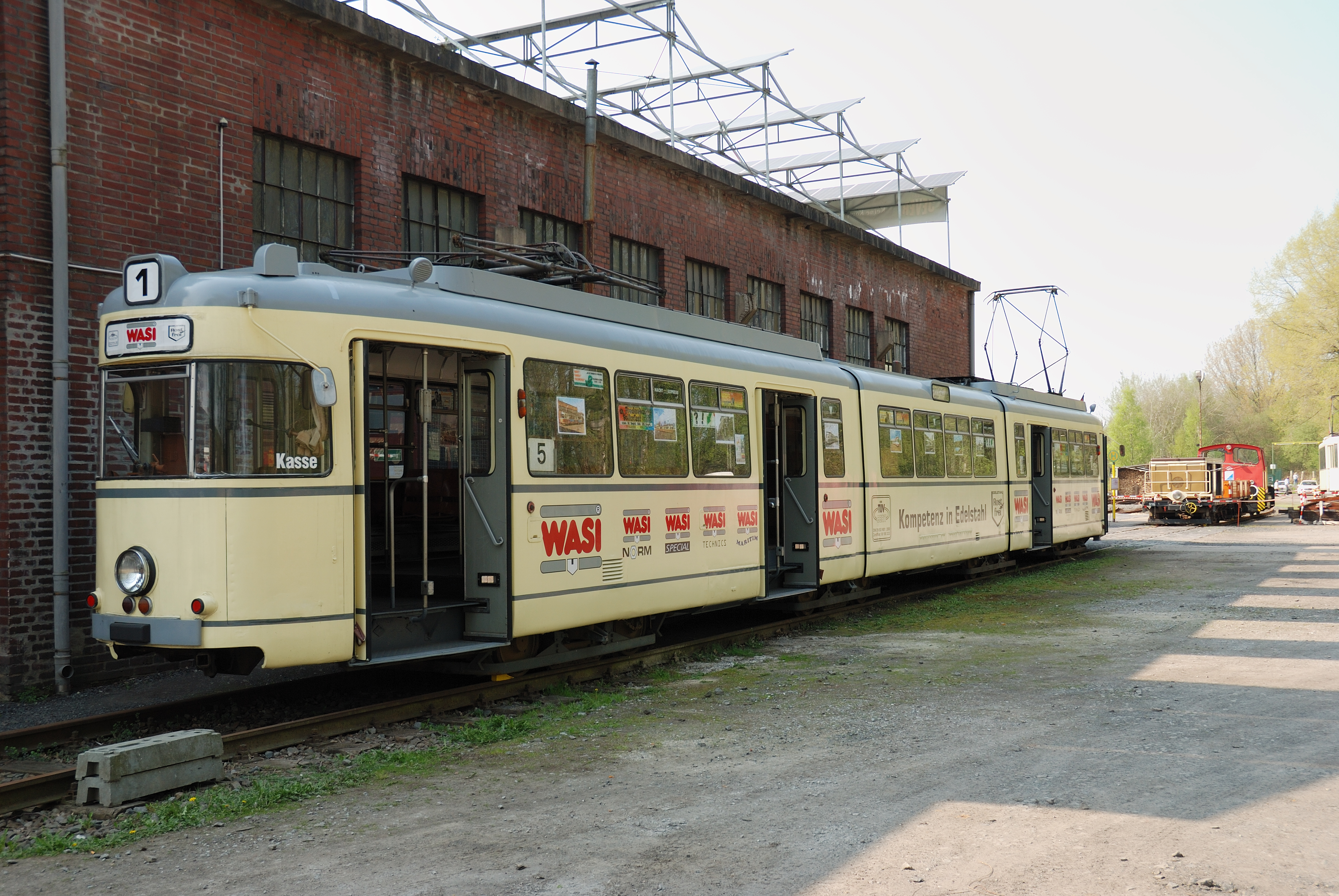
GT8 im Dortmunder Nahverkehrsmuseum